# Richard Thomalla
Richard Thomalla (Annahof, Alta Silésia, Alemanha, 23 de outubro de 1903 – Jičín, 12 de maio de 1945) foi um arquiteto e oficial das SS nazistas, responsável pela construção dos campos de extermínio durante o holocausto na Segunda Guerra Mundial.
Thomalla foi membro do Partido Nacional Socialista dos Trabalhadores Alemães (NSDAP), com o número 1 238 872 e das SS, com o número 41 206. Foi o construtor dos três campos de Bełżec, Sobibor e Treblinka, que operaram na Operação Reinhardt. No caso de Bełżec a construção foi iniciada em 1 de novembro de 1941 e foi finalizada em março de 1942.
Thomalla foi capturado pelos soviéticos no final da guerra e fuzilado pelo NKVD (Serviço Secreto Soviético) em Jičín, Checoslováquia, em 12 de maio de 1945.